# Aeropuerto de Lille-Lesquin
El Aeropuerto de Lille-Lesquin (IATA: LIL, OACI: LFQQ) es un aeropuerto internacional, localizado en el municipio de Lesquin, departamento de Nord (Francia).
El Aeropuerto de Lille se sitúa en el corazón de una red autoviaria muy densa: A1/E15 París-Lille, A25 Dunkerque-Lille, A23 Valenciennes-Lille, etc. 
Esta situación le proporciona una accesibilidad máxima: además de su proximidad a Bélgica y a las principales ciudades del Nord-Pas-de-Calais, el aeropuerto se ubica a 15 minutos del centro de Lille y de su barrio de las estaciones (estación ferroviaria y estación de autobús), gracias al servicio del Transbordador (la Navette) del Aeropuerto de Lille.
Este aeródromo está abierto al tráfico nacional e internacional comercial, regular o no, a los aviones privados, a los IFR y a los VFR.
La Cámara de Comercio e Industria de Lille administra su explotación.

## Historia
- 1936: construcción del aeródromo militar, llamado Seclin-Enchemont.
- 1947: el aeródromo se abre a la circulación aérea pública.
- 1963: inauguración de la Terminal de Pasajeros.
- 1969: la CCI obtiene la concesión comercial del aeropuerto.
- 1972: inauguración de la Terminal de Flete.
- 1996: inauguración de la nueva Terminal que puede acoger a 1.500.000 pasajeros.

Por primera vez en su historia, en diciembre de 2007, el aeropuerto ha franqueado el umbral simbólico del millón de pasajeros.
Con un tráfico de pasajeros en alza de 12,3 % en 2007, el aeropuerto de Lille se posiciona entre las tres mejores progresiones de tráfico para los aeropuertos franceses con acogida a más de un millón de pasajeros.

## Aerolíneas y destinos
| Aerolíneas          | Destinos |
| ------------------- | --- |
| Aegean Airlines     | Estacional: Atenas |
| Air Algérie         | Argel, Orán |
| Avanti Air          | Murcia |
| Binter Canarias     | Las Palmas |
| easyJet Europe      | Burdeos, Lisboa, Milán-Malpensa, Niza, Toulouse                                                                                          |
| easyJet Switzerland | Ginebra |
| HOP!                | Burdeos, Estrasburgo, Lyon, Marsella, Montpellier, Nantes, Niza, Toulouse Estacional: Ajaccio, Bastia, Biarritz, Calvi, Figari, Perpiñán |
| Ryanair             | Marsella, Oporto |
| Transavia France    | Agadir, Marrakech, Uchda, Venecia-Marco Polo, Yerba                                                                                      |
| TUI fly Belgium     | Estacional: Marrakech |
| Volotea             | Estacional: Ajaccio, Bastia, Figari, Palma de Mallorca                                                                                   |
| Vueling             | Barcelona, Bilbao, Lisboa, Roma, Ibiza, Valencia, Alicante, Málaga                                                                       |

## Tráfico y estadísticas
Ver fuente y consulta Wikidata.
Evolución del tráfico de pasajeros
| Año  | Pasajeros | Variación | Año  | Pasajeros | Variación | Año  | Pasajeros | Variación |
| ---- | --------- | --------- | ---- | --------- | --------- | ---- | --------- | --------- |
| 1961 | 9985      | -         | 1980 | 421 273   | 9,47 %    | 1999 | 978 908   | 13,14 %   |
| 1962 | 14 829    | 48,51 %   | 1981 | 450 934   | 7,04 %    | 2000 | 990 598   | 1,19 %    |
| 1963 | 20 316    | 37,00 % - | 1982 | 466 588   | 3,47 %    | 2001 | 970 391   | -2,04 %   |
| 1964 | 32 569    | 60,31 %   | 1983 | 485 617   | 4,08 %    | 2002 | 922 791   | -4,90 %   |
| 1965 | 45 734    | 40,42 %   | 1984 | 485 680   | 0,01 %    | 2003 | 873 602   | -5,33 %   |
| 1966 | 55 120    | 20,52 %   | 1985 | 474 760   | -2,25 %   | 2004 | 848 037   | -2,93 %   |
| 1967 | 69 735    | 26,51 %   | 1986 | 520 357   | 9,60 %    | 2005 | 842 650   | -0,63 %   |
| 1968 | 63 208    | -9,36 %   | 1987 | 567 029   | 8,97 %    | 2006 | 936 032   | 11,08 %   |
| 1969 | 82 305    | 30,21 %   | 1988 | 641 199   | 13,08 %   | 2007 | 1 051 758 | 12,36 %   |
| 1970 | 117 295   | 42,51 %   | 1989 | 795 673   | 24,09 %   | 2008 | 1 014 704 | -3,52 %   |
| 1971 | 125 967   | 7,39 %    | 1990 | 807 789   | 1,52 %    | 2009 | 1 147 924 | 13,13 %   |
| 1972 | 156 871   | 24,53 %   | 1991 | 758 727   | -6,07%    | 2010 | 1 170 693 | 1,98 %    |
| 1973 | 171 471   | 9,31 %    | 1992 | 799 092   | 5,32 %    | 2011 | 1 164 631 | -0,52 %   |
| 1974 | 177 188   | 3,33 %    | 1993 | 839 828   | 5,10 %    | 2012 | 1 397 637 | 20 %      |
| 1975 | 205 292   | 15,86 %   | 1994 | 805 624   | -4,07 %   | 2013 | 1 661 741 | 18,9 %    |
| 1976 | 268 932   | 31,00 %   | 1995 | 802 031   | -0,45 %   | 2014 | 1 596 700 | -3,91 %   |
| 1977 | 291 432   | 8,37 %    | 1996 | 849 405   | 5,91 %    |      |           |           |
| 1978 | 375 708   | 28,92 %   | 1997 | 824 934   | -2,88 %   |      |           |           |
| 1979 | 384 824   | 2,43 %    | 1998 | 865 193   | 4,88 %    |      |           |           |